# Conny Aerts
Conny Clara Aerts (Brasschaat, 26 de janeiro de 1966) é uma astrônoma belga.
Aerts estudou matemática na Universidade da Antuérpia e obteve um doutorado em astronomia em 1993 na Katholieke Universiteit Leuven, onde tornou-se docente em 2001 e professora ordinária em 2007, sendo atualmente diretora do Instituto de Astronomia. É também desde 2004 professora da Universidade Radboud de Nijmegen.
Recebeu o Prêmio Francqui de 2012.

## Obras
- com Jørgen Christensen-Dalsgaard, D.W. Kurtz: Asteroseismology, Springer 2010